# Carlos Septién
Carlos Septién González  (* 18. Januar 1923; † 1978) war ein mexikanischer Fußballspieler auf der Position des Stürmers.

## Biografie

### Verein
Seine sportliche Erstligalaufbahn begann in der alten mexikanischen Primera Fuerza beim Real Club España, für den er nachweislich ab 1942 auf Torjagd ging. Dort stand er bis zum Rückzug der Españistas aus der 1943/44 eingeführten Profiliga am Saisonende 1949/50 unter Vertrag. Für die Saison 1950/51 wechselte Septién innerhalb der mexikanischen Hauptstadt zum CF Atlante, bevor es ihn ein Jahr später in die Hafenstadt Tampico verschlug, wo er nachweislich bis mindestens 1954 für den CD Tampico tätig war.

### Nationalmannschaft
Sein Debüt in der mexikanischen Nationalmannschaft gab Septién am 13. Juli 1947 in einem Spiel gegen den Erzrivalen USA, das mit 5:0 gewonnen wurde. Sein erstes Länderspieltor erzielte er vier Tage später bei seinem zweiten Einsatz gegen Kuba (3:1). Sein erfolgreichstes Länderspiel war der 4:2-Sieg gegen Panama am 10. April 1952, als ihm gleich drei Treffer gelangen. Seinen letzten Länderspieleinsatz hatte er am 14. Januar 1954 im Rahmen eines WM-Qualifikationsspiels gegen die USA (3:1).
Höhepunkte seiner Länderspiellaufbahn waren die Teilnahmen an den Fußball-Weltmeisterschaften 1950 und 1954, wenngleich er lediglich in einem WM-Spiel (dem 0:4 gegen Gastgeber Brasilien bei der WM 1950) zum Einsatz kam.

## Erfolge
- Mexikanischer Meister: 1944/45 (mit España), 1952/53 (mit Tampico)
- Pokalsieger: 1943/44 (mit España), 1950/51 (mit Atlante)
- Supercup: 1944 und 1945 (mit España), 1953 (mit Tampico)